# Statsministeriets departementschef
Statsministeriets departementschef (skrives også Departementschef i Statsministeriet) er Danmarks øverste embedsmand og den overordnede chef i Statsministeriet. Indehaveren af embedet er statsministerens tætteste tjenestemand og rådgiver i almindelighed. Som den højest placerede embedsmand i centraladministrationen, fungerer departementschefen som den symbolske chef for hele embedsværket. Siden 1913 har departementschefen fungeret sideløbende som statsrådssekretær i Statsrådet, og er den eneste embedsmand, der deltager i statsrådsmøder. Siden 2020, har embedet været besat af Barbara Bertelsen.
Stillingen er den øverste forvaltningschef i Statsministeriet og er som statsrådssekretær desuden ansvarlig over for alle regeringens ministre for en effektiv regeringsførelse. Udover de formelle opgaver, der er knyttet til en departementschef, varetager Statsministeriets departementschef også vigtige forfatningsmæssige opgaver under et regeringsskifte, hvor vedkommende assisterer den afgående statsminister samt hjælper den kongelige undersøger, udpeget af monarken til at undersøge mulighederne for dannelsen af en koalitionsregering. Under denne overførsel og omorganisering af den udøvende magt fører departementschefen tilsyn med fortsættelsen af regeringsansvaret.
Ligesom de øvrige departementschefer udnævnes personer til stillingen formelt af kongen efter indstilling fra regeringen.

## Historie

### Oprindelse
Rollen som departementschef i Statsministeriet udviklede sig fra Danmarks tidlige regeringsorganisering etableret i midten af det 19. århundrede. Gennem grundloven af 1848 blev konseilspræsident introduceret som regeringschef, støttet af en ekspeditionssekretær, der hjalp med administrative opgaver. Med tiden voksede opgaverne for konseilspræsidiet til at omfatte tilsyn med forfatningsspørgsmål, ministerkoordinering og spørgsmål relateret til monarkiet, parlamentet og regeringsførelse. I begyndelsen af det 20. århundrede var disse ansvarsområder blevet så omfattende, at det førte til betydelige administrative omorganiseringer.
I 1914 blev konseilspræsidiet formelt omstruktureret til et ministerium, og stillingen som departementschef blev oprettet kort forinden den 19. december 1913 af Carl Theodor Zahle, daværende statsminister. Embedet, som oprindeligt hed Departementschef i Konseilspræsidiet, blev oprettet gennem et lovforslag (lov nr. 291), der blev hastebehandlet i Folketinget i december. Stillingen som statsrådssekretær blev overført til den nyoprettede departementschef. Efter grundloven af 1915 blev konseilspræsidiet omdøbt til statsministeriet og titlen som statsminister blev officielt vedtaget.
Historiker Erik Arup blev udpeget som første indehaver af embedet. Han efterfulgte Jens Koefoed som statsrådssekretær. Statsrådssekretær er et embede, der kan spores tilbage til et reskript af 29. marts 1848, som fastsatte, at statsrådets forhandlinger skulle protokolføres af beskikket sekretær.

## Beføjelser og ansvar
Departementschefen er den øverste leder af Statsministeriet, næst efter statsministeren selv, og er ansvarlig for den daglige ledelse af ministeriet. Departementschefen er statsministerens nærmeste rådgiver, herunder indenfor indenrigspolitik, økonomisk politik, udenrigspolitik, forsvars- og sikkerhedspolitik. Departementschefen er i sidste ende den ansvarlige embedsmand i Statsministeriet for at opretholde centraladministrationens formelle embedsmandspligter, herunder legalitetsprincippet, sandfærdighed og partipolitisk neutralitet.
Stillingen er et af nøglemedlemmerne i Regeringens ansættelsesudvalg, et magtfuldt udvalg, som blev oprettet i 1977 for at vurdere ansøgere til alle ledende embedsmandsstillinger i centralregeringen, såsom departementschefer og styrelsesdirektører. I flere forskellige regeringer har departementschefen også siddet i andre centrale regeringsudvalg, som repræsentant for statsministeren.
Departementschefen fungerer desuden som formand for Embedsmandsudvalget for Sikkerhedsspørgsmål, som rådgiver regeringens sikkerhedsudvalg i strategiske og politiske sikkerhedsspørgsmål. Udvalget består af topembedsmænd fra centrale ministerier, herunder udenrigs-, justits-, finans- og forsvarsministeriet, samt direktørerne for Forsvarets Efterretningstjeneste og Politiets Efterretningstjeneste. Udvalget aktiveres og mødes regelmæssigt under større kriser og andre sikkerhedshændelser, hvor den koordinerer de offentlige myndigheders reaktion og beredskab.

## Liste over tidligere departementschefer
| #  | Navn (født-død)                    | Billede | Tiltrædelse     | Afgang            |
| -- | ---------------------------------- | ------- | --------------- | ----------------- |
| 1  | Erik Arup (1876–1951)              |         | 1. januar 1914  | 31. januar 1916   |
| 2  | Frantz Dahl (1869–1937)            |         | 1. februar 1916 | 31. marts 1919    |
| 3  | Frederik V. Petersen (1868–1950)   |         | 1. april 1919   | 31. maj 1938      |
| 4  | Andreas Møller (1882–1954)         |         | 1. juni 1938    | 31. marts 1952    |
| 5  | Jørgen Elkjær-Larsen (1912-1988)   |         | 1. april 1952   | 31. december 1964 |
| 6  | Eigil Jørgensen (1927–2020)        |         | 1. januar 1965  | 31. december 1972 |
| 7  | Jørgen Gersing (1927– 1987)        |         | 1. januar 1973  | 30. april 1979    |
| 8  | Peter Wiese (1933–1993)            |         | 1. maj 1979     | 1993              |
| 9  | Ulrik Federspiel (f. 1943)         |         | 1993            | 1996              |
| 10 | Nils Bernstein (f. 1943)           |         | 1996            | 2005              |
| 11 | Karsten Dybvad (f. 1956)           |         | 2005            | 2010              |
| 12 | Christian Kettel Thomsen (f. 1959) |         | 2010            | 2020              |
| 13 | Barbara Bertelsen (f. 1973)        |         | 2020            |                   |